# 舒心田
舒心田（？—？），湖北蒲圻人，清朝政治人物。举人出身。
同治元年，擔任廣東廣州府永安縣知縣（現紫金縣知縣）。后由天祿接任。